# Vernon (Wisconsin)
Vernon es un pueblo ubicado en el condado de Waukesha en el estado estadounidense de Wisconsin. En el Censo de 2010 tenía una población de 7601 habitantes y una densidad poblacional de 94,12 personas por km².

## Geografía
Vernon se encuentra ubicado en las coordenadas 42°52′51″N 88°15′16″O / 42.88083, -88.25444. Según la Oficina del Censo de los Estados Unidos, Vernon tiene una superficie total de 80.76 km², de la cual 78.08 km² corresponden a tierra firme y (3.32%) 2.68 km² es agua.

## Demografía
Según el censo de 2010, había 7601 personas residiendo en Vernon. La densidad de población era de 94,12 hab./km². De los 7601 habitantes, Vernon estaba compuesto por el 97.2% blancos, el 0.7% eran afroamericanos, el 0.21% eran amerindios, el 0.68% eran asiáticos, el 0% eran isleños del Pacífico, el 0.32% eran de otras razas y el 0.89% pertenecían a dos o más razas. Del total de la población el 2.01% eran hispanos o latinos de cualquier raza.